# Eduard Gans zu Putlitz
Albert Eduard Gans Edler Herr zu Putlitz (* 13. August 1789 in Groß Pankow, Prignitz; † 25. Juni 1881) war ein preußischer Gutsbesitzer, Offizier und Politiker. Er gehörte von 1855 bis zu seinem Tode dem Preußischen Herrenhaus an.

## Familie
Eduard Gans Edler Herr zu Putlitz stammte aus dem märkischen Uradelsgeschlecht Gans zu Putlitz in der Prignitz. Die Familie hatte das Ehrenamt der Erbmarschalls der Kurmark Brandenburg inne, der zu einem erblichen Sitz im Preußischen Herrenhaus berechtigte. 
Eduard zu Putlitz war zweiter Sohn des Gutsbesitzers, Gerichtsreferendars und Privatgelehrten Gebhard Gans zu Putlitz (1742–1827) und dessen Ehefrau Juliane Theodore von Winterfeld (1756–1813). Sein älterer Bruder Carl Theodor (1788–1848) war Mitglied des Paulskirchenparlaments. Er hatte noch einen jüngeren Bruder Eugen.
Eduard Gans war mit Caroline von Guretzky (11. Januar 1796; † 5. August 1868) verheiratet. Das Paar hatte mehrere Kinder:
- Julie Emilie (* 15. Februar 1820; † 14. Januar 1884), Stiftsdame
- Gustav (1821–1890), Schriftsteller und ebenfalls Herrenhausmitglied ⚭ Gräfin Elisabeth von Königsmarck (* 22. November 1825; † 14. Oktober 1901), Tochter von Adolf von Königsmarck
- Auguste Karoline (* 21. Januar 1827; † 1903) ⚭ 1860 Heinrich Werner von Meding († 21. Januar 1876), Herr auf Barskewitz und Horst
- Eugen (1832–1893), ebenfalls Herrenhausmitglied ⚭ 1861 Sophie Amalie Luise von Rohr (* 21. Oktober 1841)

## Leben
Eduard Gans schlug eine militärische Laufbahn ein und wurde 1803 in der Berliner Militärakademie aufgenommen. Am 18. Oktober 1805 erhielt er sein Offizierspatent und trat anschließend in das Leib-Garde-Regiment ein, mit dem er u. a. die preußische Niederlage bei Auerstädt miterlebte. Nach der Kapitulation von Prenzlau am 28. Oktober 1806 wurde er, wie viele Offiziere, aus dem Dienst entlassen und erlebte auf dem elterlichen Gut in Pankow die Jahre französischer Einquartierung mit. 1808 bis 1812 studierte er an der Universität Göttingen und (seit 1811) in Berlin. 1812 übernahm er gemeinsam mit seinem Bruder Carl Theodor die Bewirtschaftung des zu Pankow gehörenden Vorwerkes Mansfeld. Eduard unterbrach die landwirtschaftliche Tätigkeit 1813 und erneut 1815 zur Teilnahme an den Befreiungskriegen, an denen er als Hauptmann der Landwehr teilnahm. Für seine Verdienste in der Schlacht von Dresden 1813 erhielt Eduard zu Putlitz das Eiserne Kreuz 2. Klasse und den russischen Wladimir-Orden.
Seit 1814 bewirtschaftete er das väterliche Gut Retzin, wo er zugleich mit dem Aufbau des neuen Gutshofes begann und 1816, nach Rückkehr aus dem Frankreichfeldzug, ein neues Gutshaus baute. Eduard zu Putlitz baute das Gut nach modernen Gesichtspunkten um, führte die Fruchtwechselwirtschaft ein, einen ausgedehnten Kartoffelanbau und eine moderne Schafzucht, was zu deutlich verbesserten Erträgen führte. Nach dem Tode des Vaters 1826 übernahm er zusätzlich das Gut Laaske und nach dem Todes seines Neffen Theodor Carl (1816–1859) auch noch das alte väterliche Gut Pankow. Auch diese führte er mit Modernisierungen zu guten Erträgen. Später übergab er 1850 Gut Retzin seinem Sohn Gustav in Eigenbewirtschaftung, Laaske 1859 seinem zweiten Sohn Eugen und schließlich das Gut Pankow 1878 seinem Enkel Konrad (1855–1924). 
Eduard Gans war seit 1855 mit der Würde des Erbmarschalls der Kurmark Brandenburg belehnt und damit Mitglied des Preußischen Herrenhauses. Daneben war er Ehrenritter des Johanniterordens.